# Tâmega
El riu Tâmega (en gallec, Támega) és un curs fluvial que recorre la província gallega d'Ourense, pels municipis de Laza, Verín, Castrelo do Val i Oímbra, així com diversos municipis del nord de Portugal, com ara Trás-os-Montes, fins a desembocar al Duero a la localitat d'Entre-os-Rios.
Neix a la Serra de San Mamede de Verín, a 965 metres d'altura, i fa una longitud de 145 quilòmetres. El seu afluent més important és el Búbal.
El seu nom deriva d'un antic poble preromà de la zoma, els tamagans.